# Perdita di liquido cefalorachidiano
La perdita di liquido cefalorachidiano (perdita di LCR) si verifica quando il liquido cefalorachidiano (LCR) che circonda il cervello e il midollo spinale fuoriesce da un foro nella dura madre. Quando la condizione è dovuta a lesioni, i sintomi includono spesso la fuoriuscita di liquido trasparente dal naso o dalle orecchie. Il sintomo tipico dei casi spontanei è un mal di testa che peggiora quando si sta in piedi e migliora quando ci si sdraia. Possono presentarsi anche rigidità del collo, nausea, ronzii nelle orecchie e sensibilità alla luce. La meningite è tra le possibili complicazioni.
La perdita di LCR può essere causata da lesioni (80% dei casi) o trattamenti medici (16%), oppure può manifestarsi spontaneamente (4%). Alcuni trattamenti medici che possono provocarla sono la puntura lombare e gli interventi alla colonna vertebrale. I casi spontanei sono associati ai disturbi del tessuto connettivo. Il meccanismo associato alla perdita può comportare una bassa pressione intracranica o un'insufficienza di liquido cefalorachidiano. Le perdite possono avvenire in corrispondenza del cervello o del midollo spinale. La diagnosi può essere confermata da una mielografia con tomografia computerizzata (TC) o da una risonanza magnetica.
Le aperture possono guarire autonomamente con il riposo a letto e l'assunzione di liquidi per via orale. Possono anche essere chiuse con un blood patch epidurale (un'iniezione del sangue del paziente stesso nel sito della perdita), con l'iniezione di colla di fibrina, o attraverso a un intervento chirurgico. I risultati sono generalmente positivi, con una percentuale di miglioramento del 98% circa.
Le perdite di LCR si verificano in circa il 20% degli individui che hanno subito una frattura della base cranica. Le perdite spontanee sono meno comuni, poiché colpiscono circa una persona su 20.000 ogni anno. I casi spontanei si verificano prevalentemente nelle donne intorno ai 40 anni. A descrivere la condizione per la prima volta fu August Bier, nel 1899. I casi spontanei furono invece descritti per la prima volta negli anni Trenta.